# 任天堂大陆
《任天堂大陆》是一款由任天堂情报开发本部开发，任天堂发佈的一個Wii U游戏集合。本作是Wii U的首发游戏之一，在北美及欧洲发售Wii U豪华版将会内附一张《任天堂大陆》的实体游戏光盘。
此遊戲設定在一個類似嘉年華或主題公園的地方，且玩家在此遊戲中能學習如何使用Wii U。此遊戲包含12個小遊戲，部份小遊戲更支援五位玩家同時遊玩。此遊戲為Wii U的同捆附贈遊戲，因此與Wii U同時發售，即2012年11月18日在北美、同年11月30日在歐洲、同年12月8日在日本發佈。

## 遊戲系統
此遊戲設定在一個類似嘉年華或主題公園的地方中，並且包含的12個小遊戲。在整個遊戲過程中，一隻名為蒙妮坦的機器人會引導玩家遊玩。這12個小遊戲皆改編自任天堂出品的著名遊戲，如銀河戰士系列和瑪利歐系列，且它們亦需求玩家善用Wii U GamePad的功能。此遊戲亦需求玩家結合Wii遙控器和Wii U GamePad來進行遊戲，而任天堂就稱這種遊戲模式為「不對稱的遊戲」，因為玩家使用不同控制器會有不同的感受。完成小遊戲或達成一定的目標後，玩家就能賺取硬幣，而硬幣可以用來遊玩彈珠機。

### 合作小遊戲
此遊戲中的多人合作小遊戲允許1至5位玩家同時遊玩。
薩爾達傳說：戰鬥任務此遊戲改編自薩爾達傳說系列。此遊戲允許4位玩家同時遊玩，其中3位用劍擊敗敵人，另外1位則用弓箭攻擊。以弓箭攻擊的玩家也可以狙擊敵人。
密特羅德爆破此遊戲改編自密特羅德系列，並曾在電子娛樂展覽上作為《任天堂大陆》的展示遊戲。此遊戲允許4位玩家同時遊玩，而玩家們在遊戲中則需要控制薩姆斯。此遊戲共有3種遊戲模式：「突擊任務」、「空戰」和「地面戰」。在突擊任務中，玩家需要合作擊敗來襲的敵人。在空戰中，玩家需要互相擊倒對方。在地面戰中，玩家需要爭奪代幣。
皮克敏冒險此遊戲改編自皮克敏系列。此遊戲允許5位玩家同時遊玩，其中1位玩家擔任皮克敏指揮，另外4位玩家擔任大皮克敏。玩家在此遊戲中需要探索地圖並擊敗敵人和關卡頭目。當玩家擊敗頭目後，玩家就會進入下一關。

### 競爭小遊戲
此遊戲中的多人競爭小遊戲允許2至5位玩家同時遊玩。
瑪利歐追逐此遊戲改編自瑪利歐系列，並曾在電子娛樂展覽上作為《任天堂大陆》的展示遊戲。此遊戲允許5位玩家同時遊玩，其中1位玩家成為瑪利歐，而另外4位玩家則成為奇諾比奧。遊戲期間，瑪利歐能看見玩家的位置，但奇諾比奧卻只能得知他們與瑪利歐的距離。瑪利歐的任務就是不要碰到奇諾比奧，而奇諾比奧的任務則是找出並碰到瑪利歐。
路易吉的鬧鬼洋樓此遊戲改編自路易吉洋樓。此遊戲允許5位玩家同時遊玩，其中1位玩家成為鬼，而另外4位玩家則成為人類。鬼的任務就是消滅所有人類，而人類的任務就是消滅鬼。人類能利用手電筒照著鬼來殺死它，而鬼則能直接殺死人類。手電筒亦能用於救活已死去的玩家，但手電筒電源有限，需拿電池充電。
動物森友會：甜蜜的日子此遊戲改編自動物森友會系列。此遊戲允許5位玩家同時遊玩，其中1位玩家成為守衛，而另外4位玩家則成為動物。動物們需要盡量收集最多糖果，而守衛則需要找出動物們。若動物被守衛發現三次，則控制動物的玩家們就會輸。若動物收集指定數量的糖果，則控制動物的玩家們就會贏。動物收集的糖果越多，牠們行動的速度越慢。

### 單人小遊戲
以下皆為單人小遊戲。
鷹丸的忍者城堡此遊戲改編自谜之村雨城。玩家在遊戲中需要用紙飛鏢擊退敵人。
森喜剛速成班此遊戲改編自森喜剛系列。玩家在遊戲中需要控制一架手推車經過平台的障礙賽道。
飞隼队长的費爾托斯特賽此遊戲改編自F-Zero系列。玩家在遊戲中需要避過障礙物並完成賽事。
清風熱氣球旅程此遊戲改編自气球大战。玩家在遊戲中需要控制角色飛行到一個島嶼上。
耀西水果車此遊戲改編自耀西系列。玩家在遊戲中需要帶領耀西收集水界以完成關卡。
章魚舞蹈此遊戲改編自Game & Watch的章魚遊戲。玩家在遊戲中需要跟著節奏控制章魚跳舞。

## 評價
此遊戲獲得的評價多為正面。這些評價主要稱讚其氣氛和小遊戲，尤其是稱讚其遊戲盡顯了Wii U控制器的獨特功能。Metacritic得出此遊戲的分數為77/100分，而GameRankings則得出此遊戲的分數為77.47%。
GamesMaster給予此遊戲86%的分數，並指出「此遊戲是任天堂支持者的必買遊戲。」IGN給予此遊戲8.7/10分，稱讚其盡顯Wii U的獨特之處、遊戲系統和高畫質，並指出此遊戲的水平和Wii Sports差不多。而影音俱樂部則批評此遊戲僅被用作展示Wii U的功能。
截至2013年3月31日，此遊戲已於世界各地售出逾260萬套遊戲，是当时最暢銷的Wii U遊戲。